# 分子轨道

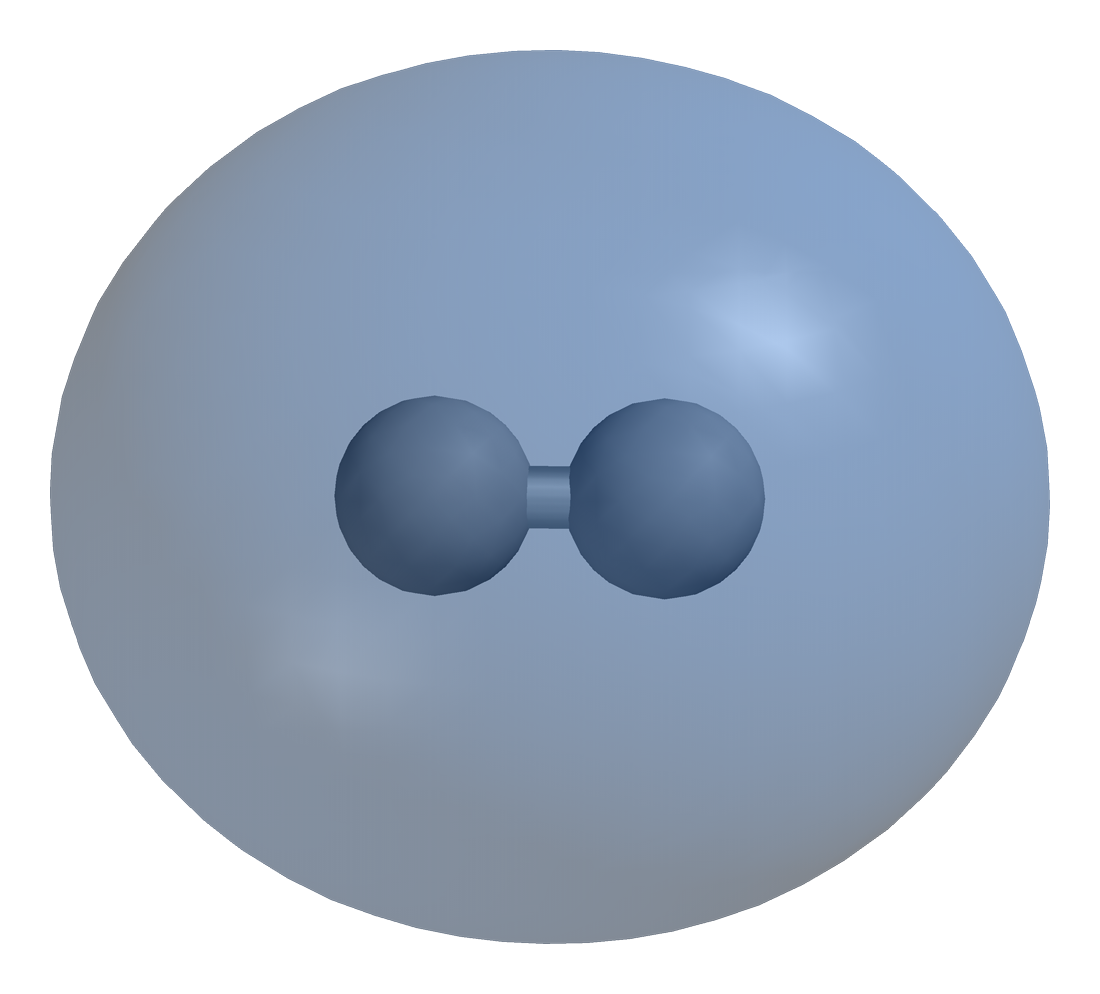
H_{2}分子的1s σ成键分子轨道。

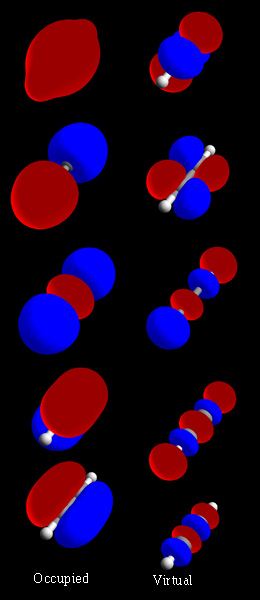
乙炔（H-C≡C-H）的分子轨道。

分子軌域（英語：Molecular orbital, MO）是化學中用以描述分子中電子的波動特性的函數。這個函數可以計算出化學和物理性質，例如在任意一個特定區域找到電子的機率。「軌域」一詞由羅伯特·桑德森·馬利肯於1932年提出，為「單電子軌域波函數」（one-electron orbital wave function）的簡稱。從基本層面上來說，它用於描述該函數具有顯著振幅的空間區域。分子軌域通常由分子中的個別原子提供的原子軌域、混成軌域，或者其他原子團的分子軌域結合而成。這些可以由哈特里－福克方程或自洽场方法（SCF）量化計算。
分子軌域可以用來表示分子中佔有該軌域的電子可能出現的區域。分子軌域由原子軌域結合而成，其中原子軌域預測了原子中電子的位置。分子軌域可以具體說明分子的电子排布：一個或一對電子的空間分佈和它（們）的能量。分子軌域通常會以原子軌域線性組合（法）表示，尤其是在進行定性或近似分析的時候。它們的寶貴之處在於對分子鍵結提供了簡單的模型，使之能透過分子軌域理論了解。現今大多數用於計算化學的方法由計算系統的MO開始。分子軌域描述一個電子在原子核產生的電場中的表現，以及與其他電子的平均分佈。根據包立不相容原理，兩個電子佔據相同軌域時，必須具有相反的自旋。這注定只是一個近似值，能夠高度精準描述的分子電子波函數並沒有軌域（參：組態相互作用方法）。